# 武田めぐみ
武田 めぐみ（たけだ めぐみ、本名：武田 萌 （読み同じ）、1993年4月27日 - ）は、日本の子役である。東京都出身。立花プロダクション所属。かつてはアイビィーカンパニーに所属していた。

## 出演

### 舞台・ミュージカル
- ミュージカル「ハロー・グッバイ」（2005年）- もも役
- ミュージカル「アニー」（2005年） - ペパー役
- ミュージカル「HONK!みにくいアヒルの子」（2007年） - アヒルの兄姉ビリー役
- 葉っぱのフレディ〜いのちの旅〜（2008年） - カミキリムシ／葉っぱ 役
- ラブリーズ〜君に捧げるハーモニー〜（2009年） - 小雪役
- 葉っぱのフレディーいのちの旅〜（2009年） - クリス／カミキリムシ 役

### テレビ
- CSTV ｢優遊星のゆうこりん」（2006年） レギュラー